# Baixo Vouga

Lagekarte des Baixo Vouga

Der Baixo Vouga ist eine portugiesische Subregion und Teil der Region Centro und des Distrikts Aveiro. Die Subregion grenzt im Norden an den Großraum Porto und an den Entre Douro e Vouga, im Osten an den Dão-Lafões, im Süden an den Baixo Mondego sowie im Westen an den Atlantischen Ozean. Die Fläche der Subregion beträgt 1804 km². 2001 lebten 385.725 Menschen im Baixo Vouga. Die Subregion besteht aus zwölf Kreisen:
- Águeda
- Albergaria-a-Velha
- Anadia
- Aveiro
- Estarreja
- Ílhavo
- Mealhada
- Murtosa
- Oliveira do Bairro
- Ovar
- Sever do Vouga
- Vagos